# Place des Bergères
La place des Bergères, aussi appelée rond-point des Bergères ou autrefois carrefour des Bergères, est une place de Puteaux (Hauts-de-Seine).

## Situation et accès

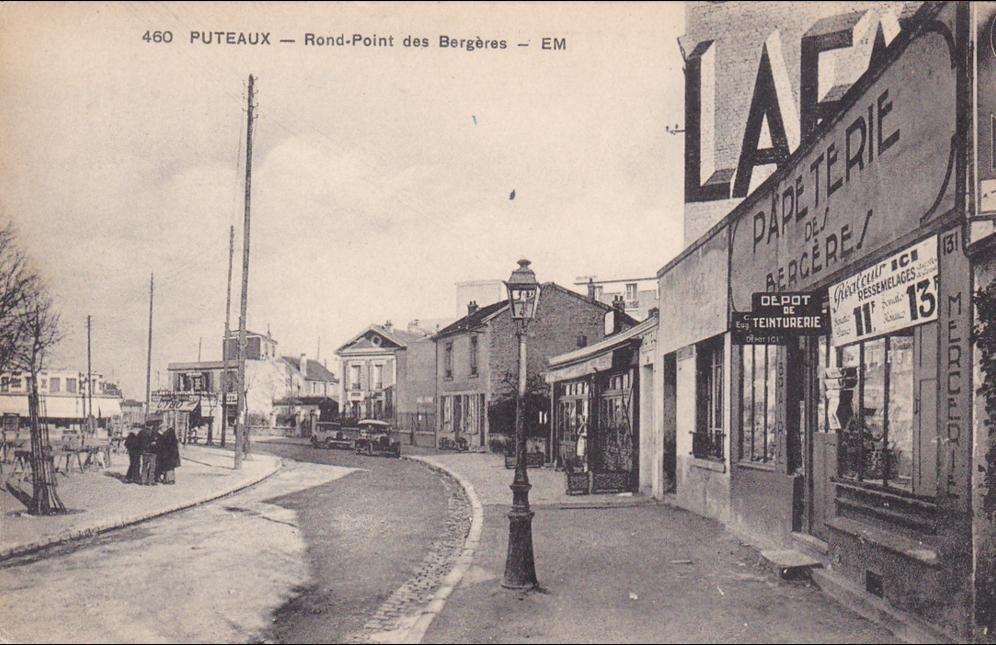
Le rond-point des Bergères.

Plusieurs voies de communication convergent vers cette place:
- Avenue du Général-de-Gaulle vers La Défense (RD913 ex-RN13), anciennement avenue du Président-Wilson,
- Avenue Georges-Clemenceau vers la place de la Boule et Saint-Germain-en-Laye (RD913 ex-RN13),
- Rue de la République vers le centre historique de Puteaux,
- Route des Fusillés-de-la-Résistance vers le Mont Valérien, anciennement route de Charles X[1],[2]. Cette route est tracée sous Louis XVIII[3].

## Origine du nom
Le nom actuel de la place vient du lieu-dit, nommé d'après une légende disant que Sainte Geneviève y menait paître ses moutons.

## Historique

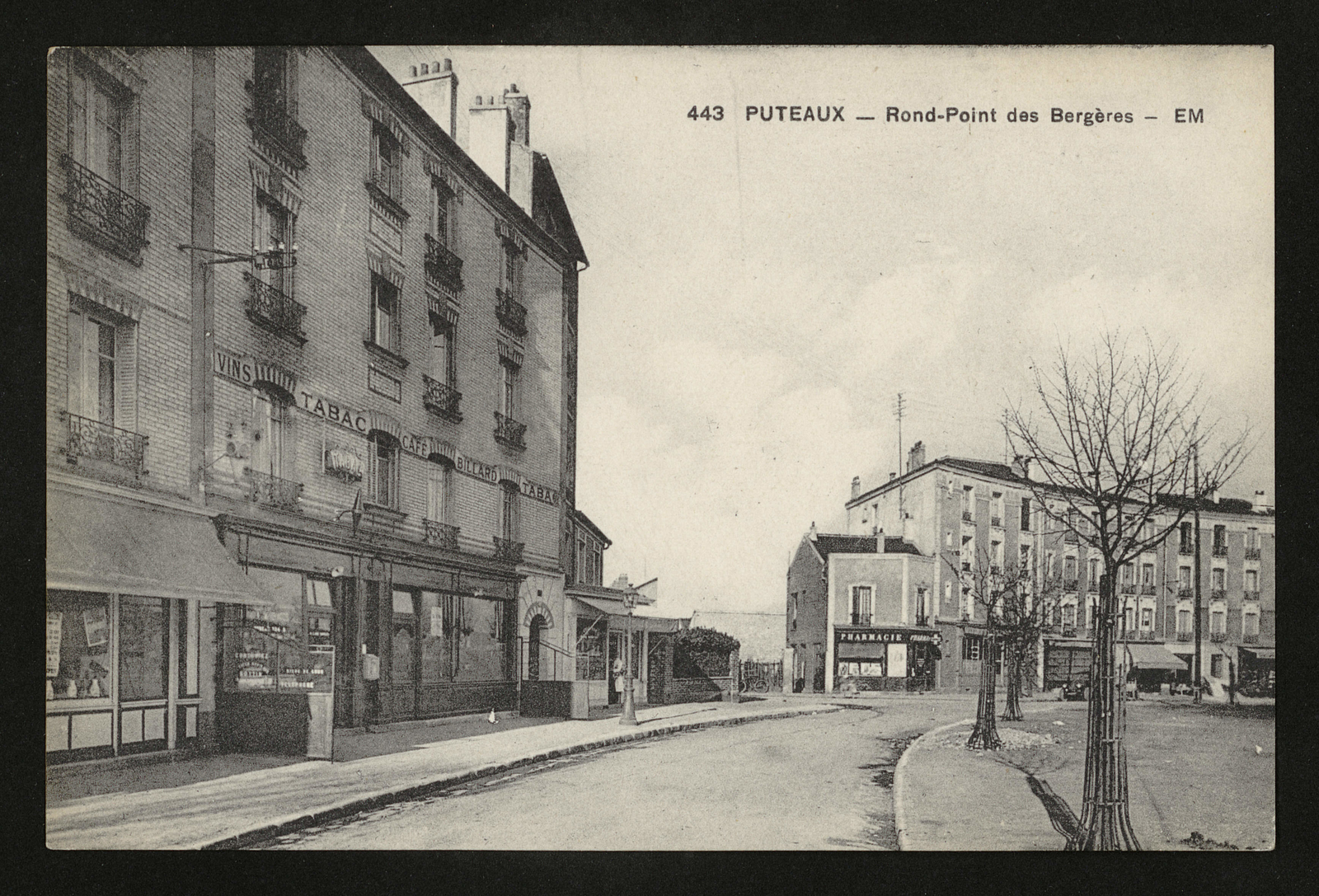
Puteaux, rond-point des Bergères.

Cette place est créée en 1763, lors des travaux entrepris par Daniel-Charles Trudaine et Jean-Rodolphe Perronet.  À l'origine, elle portait le nom de « rond-point de Chantecoq ».
Sa position sur un axe de communication important en a fait le lieu de manœuvres et d'affrontements militaires. En avril 1871, pendant la Commune de Paris, les Versaillais allant à la rencontre des insurgés se rejoignent avant d'attaquer Courbevoie.
En 1944, une embuscade y est tendue pour arrêter des chars allemands en route vers la Normandie.
Dans les années 2010, le quartier fait l'objet d'une rénovation amenant des changements sociaux.

## Bâtiments remarquables et lieux de mémoire
- Square Lucien-Lechevallier.
- Marché des Bergères.